# Ludwigshafen (Rhein) Hauptbahnhof
Ludwigshafen Hauptbahnhof – główny dworzec kolejowy w Ludwigshafen am Rhein, w kraju związkowym Nadrenia-Palatynat, w Niemczech.